# فتح (اسم)
فتح هو اسم علم مذكر من أصل عربي، ومعناه هو النصر ضد الإغلاق الغلبة الحكم بين المتخاصمين.

## شخصيات تحمل الاسم
- فتح الله (1448 – )
- فتح الله الإصفهاني (موظف ديني إيراني، 1850 – 1920)
- فتح الله السجلماسي (دبلوماسي مغربي، 21 أغسطس 1966 – )
- فتح الله الصقال (1898 – 27 مارس 1970)
- فتح الله الكاشاني (كاتب إيراني، – 1580)
- فتح الله كولن (27 أبريل 1941 – )
- فتح الله والعلو (سياسي مغربي، 26 مارس 1942 – )
- فتح علي خان الداغستاني (صدر أعظم صفوي، 1694 – 1722)
- فتح علي خان القاجاري (صدر أعظم صفوي، 1686 – 1726)
- فتح علي شاه (25 سبتمبر 1772 – 23 أكتوبر 1834)

## وصلات خارجية
- موسوعة السلطان قابوس لأسماء العرب نسخة محفوظة 5 أبريل 2019 على موقع واي باك مشين.